# 桑寄生植物

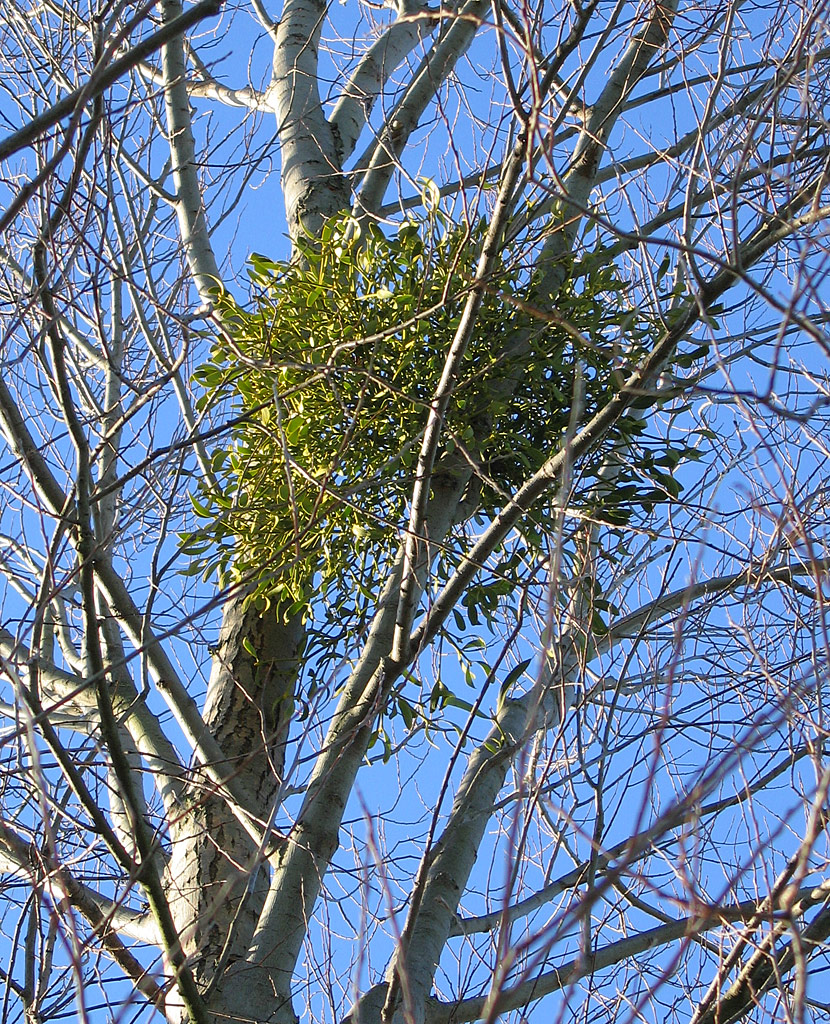
一種槲寄生

桑寄生植物又称槲寄生植物，是一类可以进行光合作用的半寄生灌木，包括檀香目下的桑寄生科、槲寄生科、羽毛果科、榄仁檀科和部分檀香科植物，共有88个属, 约1,600种植物。除极地、部分高寒和干旱沙漠地区外均有分布。大部分桑寄生植物都能够产生花蜜和大量颜色鲜艳的果实，以便依靠鸟类或哺乳动物散播种子。